# Vía reversible

Señales típicas de los carriles reversibles.

Una vía reversible o carril reversible es una carril de carretera en la que puede ser cambiado el sentido de circulación del tráfico de vehículos durante ciertos periodos.
Los carriles reversibles permiten incrementar la eficiencia de una carretera modificando la capacidad de transporte en cada dirección de acuerdo a los requerimientos de la demanda.

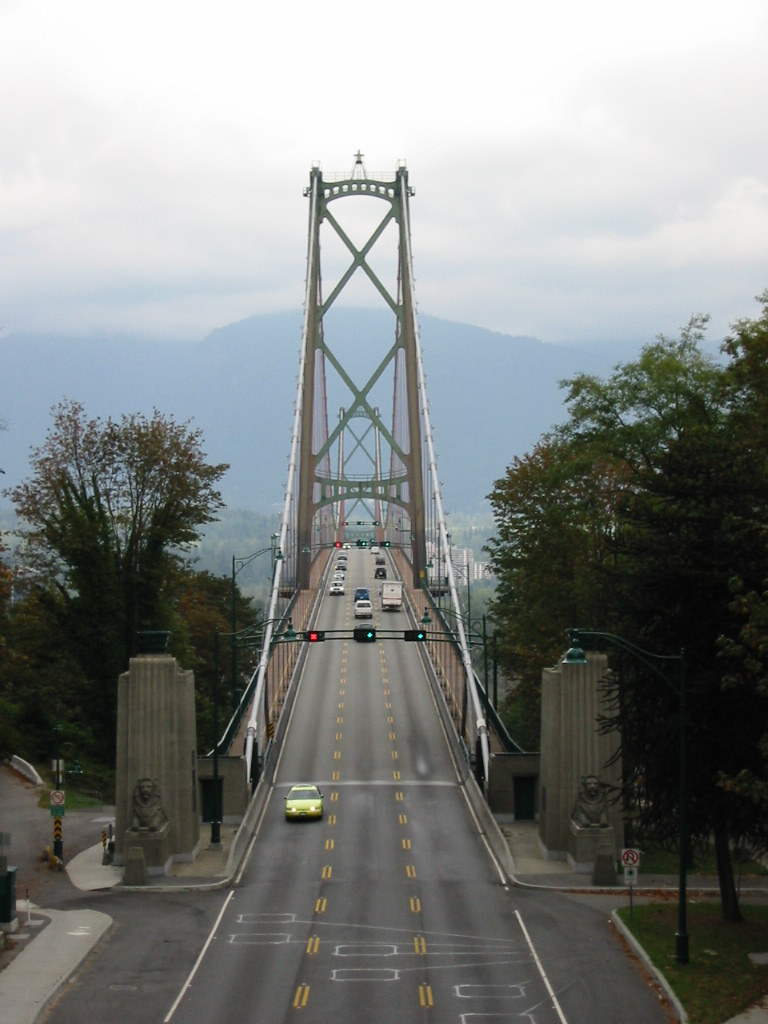
Puente Lions Gate, reversible en su totalidad, vista de la orilla en el Stanley Park, Vancouver.
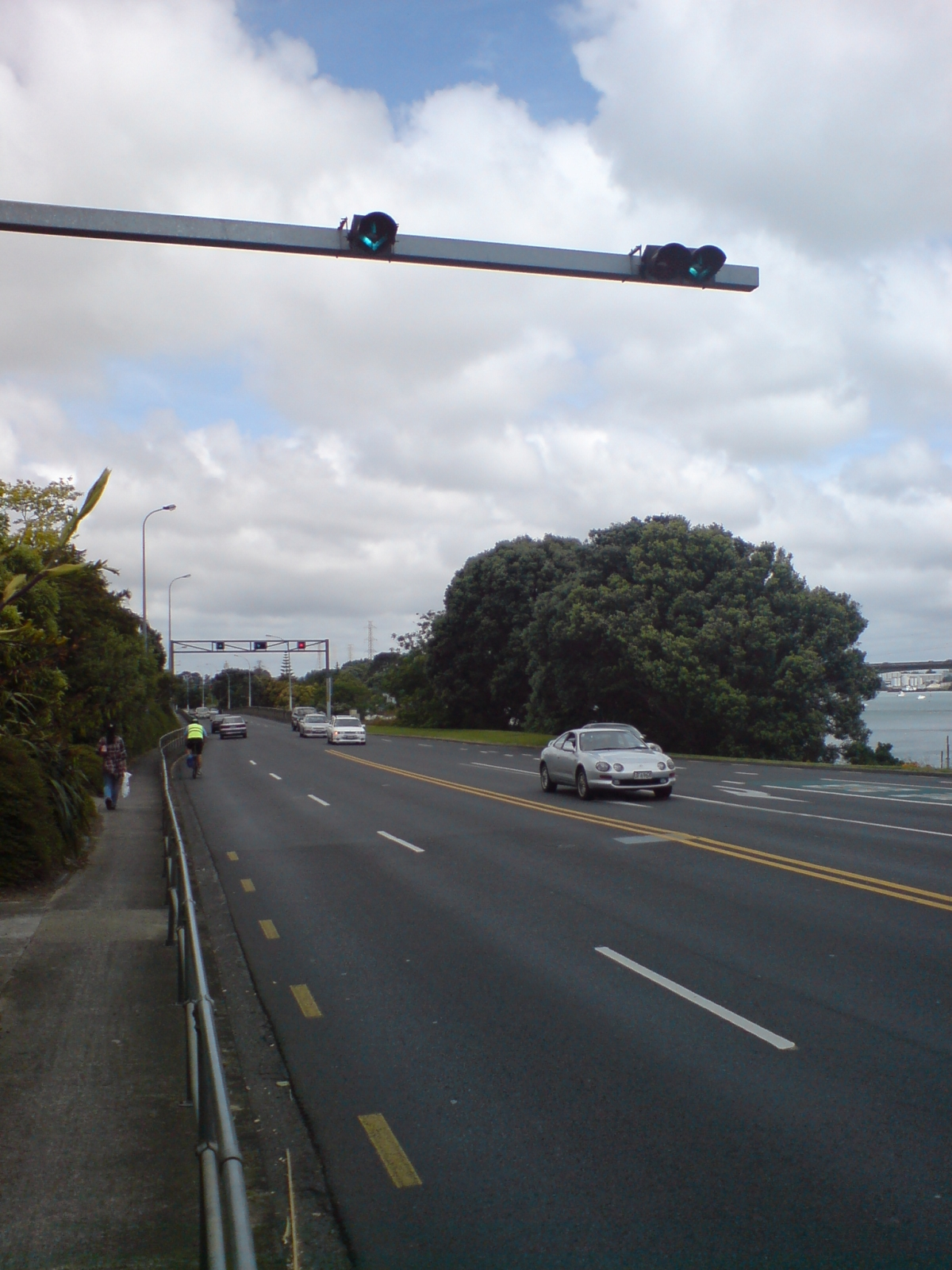
Señales en Nueva Zelanda.